# Sumber Gading
Sumber Gading is een bestuurslaag in het regentschap Bondowoso van de provincie Oost-Java, Indonesië. Sumber Gading telt 5287 inwoners (volkstelling 2010).